# Malcolm Robert Irwin
Malcolm Robert „Bob“ Irwin (* 2. März 1897 in Artesian, South Dakota; † 12. Oktober 1987) war ein US-amerikanischer Agrarwissenschaftler und Immungenetiker.

## Leben und Wirken
Er studierte ab 1916 Landwirtschaft am Iowa State College – einem Vorläufer der Iowa State University – und erhielt 1920 einen ersten Abschluss. Von 1921 bis 1924 war er Lehrer an der amerikanischen Landwirtschaftsschule in Saloniki (Griechenland). Es folgte ein Aufbaustudium (graduate studies) bei Ernest W. Lindström (1891–1948) am Institut für Genetik der Iowa State University, das Irvin 1928 mit der Promotion zum Ph.D. abschloss.
1928 wurde er Mitglied des nationalen Forschungsrates an der Harvard University in Cambridge, 1929 Mitarbeiter am Rockefeller-Institut für medizinische Forschung in New York. Hier hatte er engen Kontakt mit Karl Landsteiner (Immunhämologe) und Michael Heidelberger (Immunchemiker). 1930 begann Irvins Lehrtätigkeit an der University of Wisconsin in Madison: zuerst als außerplanmäßiger Professor für Genetik und Bakteriologie an der University of Wisconsin und zugleich Berater des US-Landwirtschaftsministeriums sowie Tierzuchtberater der Ernährungs- und Landwirtschaftsorganisation der Vereinten Nationen (FAO), ab 1936 als außerordentlicher Professor und von 1939 bis 1965 als Ordinarius für Genetik. Von 1951 bis 1965 war er zugleich Chairman des Instituts für Genetik,  machte es zu einem Mittelpunkt der Immungenetiker und begründete zugleich eine „Schule“ von Blutgruppen-Wissenschaftlern.
Irwin und seine Mitarbeiter entwickelten ab 1930 zuverlässige und standardisierbare Bestecke für Blutgruppentestseren zur Charakterisierung der Zellularantigene an den roten Blutkörperchen bei Rindern, Schafen und Schweinen. Durch Blutgruppenanalysen konnten nun strittige Abstammungsfälle geklärt werden. Irwin untersuchte auch die immunologischen Vorgänge nach Gewebetransplantationen sowie der zellulären Antikörperbildung. Diese Ergebnisse waren für die Humanmedizin von  außerordentlichem Nutzen. „In Anerkennung seiner bahnbrechenden Arbeiten auf dem Gebiet der Immunogenetik und der Erforschung der Blutgruppen bei den Haustieren“ verlieh 1965 die Deutsche Gesellschaft für Züchtungskunde (DGfZ) Irwin die Hermann-von-Nathusius-Medaille in Gold.

## Hauptwerk (Auswahl)
- The inheritance of resistance to the danysz bacillus in the rat. Iowa. 1928
- Dissimilarities between antigenic properties of red blood cells of dove hybrid and parental genera. Proc. Soc. Exp. Biol. Med. 29:850-851. 1932
- Immuno-genetic studies of species relationships in columbidae. J. Gen. 35(3):351-373. 1938
- With b. a. Beach and f. n. Bell. Studies on the bactericidal action of bovine whole blood and serum towards Brucella abortus and Brucella suis. J. Infect. Dis. 58:15-22.

## Auszeichnungen
- 1938 Daniel Giraud Elliot Medal der amerikanischen Akademie der Wissenschaften
- 1950 Mitglied der National Academy of Sciences
- 1951–65 Vorsitzender der Abteilung Genetik der Amerikanischen Akademie der Wissenschaften
- Morrison Award der Amerikanischen Gesellschaft für Tierzucht
- Mitglied der Königl. Schwedischen Akademie der Landwirtschaftswissenschaften
- 1965 Hermann-von-Nathusius-Medaille in Gold der DGfZ[1]